# Paul Mason (journalist)

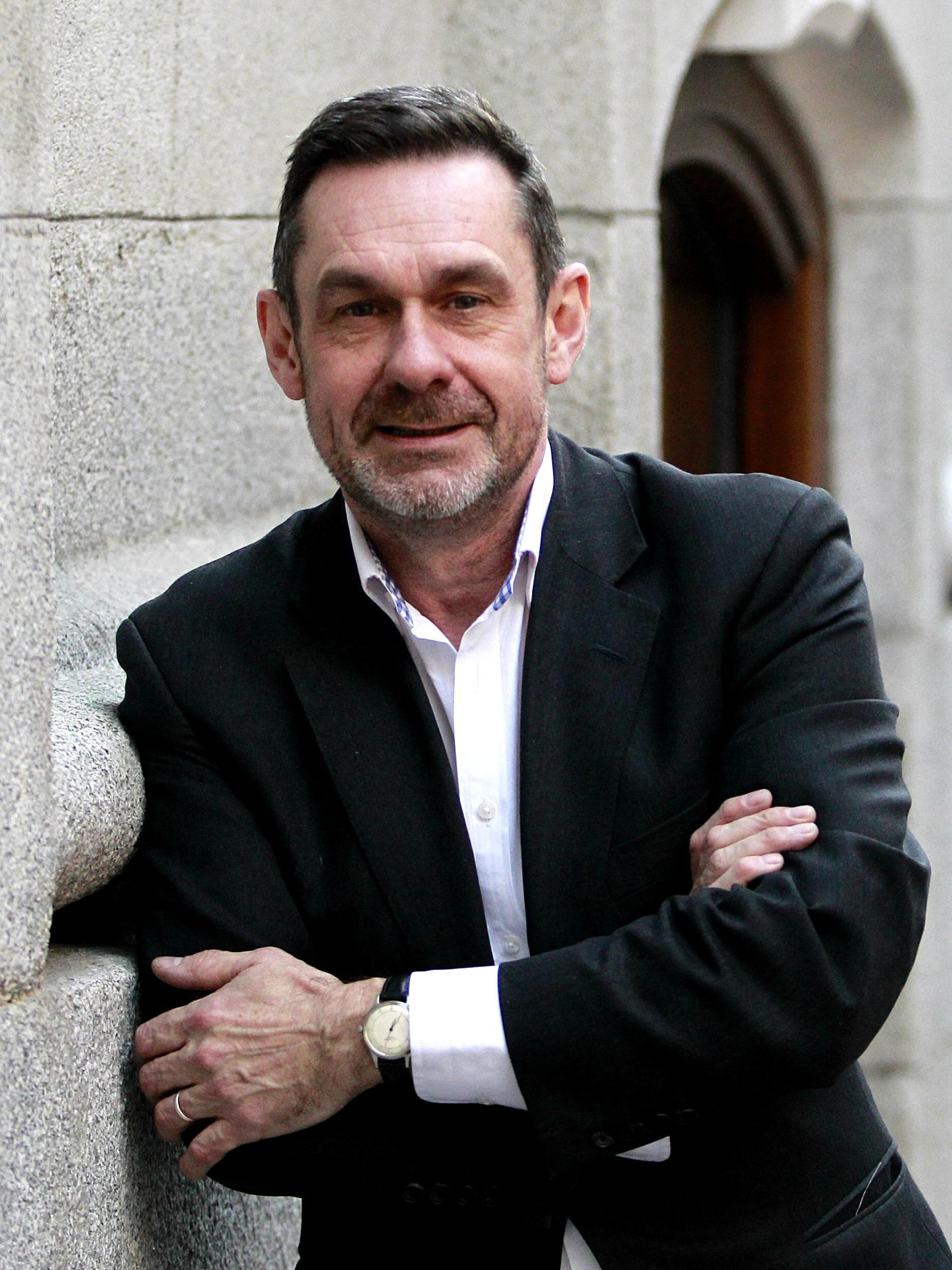
Paul Mason, 2016

Paul Mason (Leigh, 23 januari 1960) is een Brits journalist en schrijver. 

## Biografie
Paul Mason studeerde tot 1981 politieke wetenschappen aan de Universiteit van Sheffield. Hij studeerde tevens musicologie.
Mason was tussen 2001 en 2013 actief voor BBC Two en tussen 2013 en 2016 voor Channel 4.
Hij is getrouwd met een verpleegster.

## Erkentelijkheden[2]
- 2003 - Wincott Prize for Business Journalism
- 2004 - Workworld Broadcaster of the Year
- 2007 - Diageo African Business Reporting Award

vertaald als Post-kapitalisme
- Clear Bright Future: A Radical Defence of the Human Being (2019), vertaald als Een stralende toekomst